# داون، آلمان
شهر دیئون، آلمان در ایالت راینلند-فالتز در کشور آلمان واقع شده‌است.